# Demon Town
Demon Town (Glory Days) è una miniserie televisiva statunitense di genere horror creata da Kevin Williamson (autore di altri film e serie di successo come Scream, So cosa hai fatto, The Vampire Diaries e Dawson's Creek). La serie è stata trasmessa negli Stati Uniti nel 2002, per un totale di 9 episodi.

## Distribuzione
In Italia la serie è stata distribuita solamente nel 2005 riassunta in tre film-tv, che seguono questo ordine: Demontown (114') il primo, Demontown - The Exorcist Story (90') il secondo e Help me - Se lo senti ti uccide (90') il terzo e ultimo. I tre film-tv sono stati editati in DVD dalla Medusa e poi, solo i primi due, rieditati dalla Storm Video nel 2007. Oltre che in DVD, i tre film riassuntivi, sono stati trasmessi anche da alcune emittenti locali a più riprese.